# James Peter Chalmers
James Peter Chalmers (* 4. November 1976) ist ein britischer Jurist und Hochschullehrer. Seit 2012 ist Chalmers der 14. Regius Professor of Law an der University of Glasgow.

## Werdegang
Chalmers studierte Jura an der University of Aberdeen und der Tulane University in New Orleans, Louisiana. Er hielt Gastprofessuren an Universitäten in Baltimore, Kapstadt und Maryland und eine Visiting Fellowship am Queen Mary College der University of London. Nach Lehrtätigkeit in Aberdeen (2000 bis 2007) und an der University of Edinburgh (2007–2012) übernahm Chalmers 2012 die Regius Professur in Glasgow und hielt am 17. Januar 2013 seine Eröffnungsvorlesung („Resorting to crime“).
Neben seiner Lehrtätigkeit engagiert sich Chalmers auch in anderen Bereichen. So ist er Mitglied der Redaktion der Zeitschrift Renton and Brown's Criminal Procedure, ist Mitglied des Criminal Courts Rules Council, dem Criminal Law Committee der Law Society of Scotland und weiteren Organisationen. Von 2010 bis 2013 war er Redakteur der Edinburgh Law Review und Treuhänder von HIV Scotland, einer schottischen Stiftung zur Unterstützung von HIV-Patienten.

## Forschungsinteressen
Chalmers Forschungen befassen sich vor allem mit dem Strafrecht, Beweisen und Verfahrensregeln. In diesem Bereich engagiert sich Chalmers gegen den rapiden Zuwachs an Strafrechtstatbeständen der letzten Jahre. Daneben interessiert sich Chalmers auch für Schottisches Recht und das schottische Rechtssystem im Allgemeinen und interessiert sich für den Zusammenhang zwischen der Gesetzgebung und dem Gesundheitswesen. In diesem Bereich interveniert Chalmers auch in aktuellen Fällen. Zur Finanzierung seiner Forschungen konnte Chalmers die Unterstützung verschiedener Körperschaften sichern, beispielsweise dem Arts and Humanities Research Council (AHRC), der British Academy oder der schottischen Regierung.

## Ehrungen
2012 wurde Chalmers Forschung mit GBP 70000 aus dem Philip Leverhulme Prize unterstützt.

## Bibliografie
- The New Law of Sexual Offences in Scotland (2010)
- Walker and Walker: The Law of Evidence in Scotland (3rd edition, 2009, with Margaret Ross)
- Legal Responses to HIV and AIDS (2008)
- Criminal Defences and Pleas in Bar of Trial (2006, with Fiona Leverick)
- Trusts: Cases and Materials (2002)